# O Noivo É que Sabe: Famosos
A edição famosos de O Noivo É que Sabe estreou a 6 de dezembro e terminou a 13 de dezembro de 2020 na SIC, com a apresentação de Cláudia Vieira. É uma adaptação do formato britânico Don't Tell the Bride.

## Emissão
| Programa         | Emissão          | Apresentação   |
| ---------------- | ---------------- | -------------- |
| Dia do Casamento | Domingos - 22h15 | Cláudia Vieira |
| Resumo da semana | Sábados - 23h40  | Cláudia Vieira |

## Sinopse
Neste programa, um casal de noivos recebe uma quantia para preparar o casamento, mas só o noivo pode organizar tudo, tendo três semanas para o fazer, sem que a noiva possa dar a sua opinião sobre qualquer pormenor
O noivo tem a ajuda do padrinho para planear tudo em segredo: desde o local do evento, à despedida de solteiro, passando ainda pela ementa e pelo vestido de noiva. Com o casamento marcado, os casais têm a oportunidade de ver o seu sonho realizado, contudo, no momento da chegada da noiva ao casamento podem existir diferentes reações: ou adora ou detesta tudo.
A situação torna-se ainda mais especial, uma vez que existem casais que decidem dar o nó após anos a viverem juntos, alguns com filhos, outros até com netos.

## Casais

### Pedro Guedese Kelly Baron
Pedro Guedes e Kelly Baron conheceram-se há 7 anos, num programa de televisão. Pedro lembra-se perfeitamente do momento em que viu a Kelly: “Ela tinha um colar com o seu nome escrito, achei-a simpática e muito bonita. Todos os dias conhecia mulheres bonitas, dada a minha profissão, por isso, para me chamarem à atenção, têm que ter conteúdo. A Kelly tem isso. Ela quer comer bem, viver bem, fazer desporto e ser saudável e isso é muito importante”.
Começaram a namorar ao fim de pouco mais de 1 mês do programa ter começado. Pedro relembra: “Comecei a sentir algo na barriga, as chamadas borboletas, e comecei a pensar: «queres ver que me estou a apaixonar?». Parecia que tinha 15 anos outra vez".
Pedro diz que a Kelly é uma inspiração para ele: “Tem um drive, um espírito, uma vontade de fazer bem as coisas... é verdadeira a fazer as coisas. É difícil encontrar pessoas assim”.
Segundo o Pedro, o pedido de casamento aconteceu há mais de 5 anos, no aeroporto, na sua primeira viagem ao Brasil.
Casar é um sonho dos dois, diz o modelo: “Temos este sonho há muito tempo, mas para trazermos a família da Kelly [para Portugal] é um orçamento de um casamento, então temos vindo a adiar. Não seríamos capazes de lhes dizer «se puderem, venham, caso contrário, paciência». Queremos muito trazê-los.”.
Kelly sempre idealizou casar e, neste momento, ainda nem acredita que vai mesmo acontecer. “O facto de unirmos a família pela primeira vez, parece que não é verdade. Não quero que os convidados falem mal da festa. Espero que fiquem todos agradados. Quero que os convidados comam bem”.
O casamento perfeito para o Pedro só é possível tendo todas as pessoas que os amam à sua volta, “o resto é paisagem”. A sua maior expectativa para o grande dia é que consiga ver todos à sua volta a sorrir.

### Rebeca e Élio Gomes
Rebeca e Élio Gomes estão juntos há mais de dez anos e foi ele o seu grande apoio na luta contra o cancro, primeiro na mama e depois na tiroide. "Ele tem sido uma pessoa que, como costumo dizer, já não existe. Ele está sempre a meu lado, nos momentos bons e maus momentos", disse a cantora no início deste ano, referindo-se à sua cara-metade. "Tenho um sonho. Eu quero casar-me”, contou ainda na altura.
Élio Gomes tem 47 anos, gosta de ir à pesca, passear, andar de bicicleta e costuma acompanhar a Rebeca quando está em digressão. É um homem calmo, ponderado, trabalhador, e por vezes um pouco inseguro. Rebeca tem 41 anos, é uma conhecida cantora de música popular portuguesa e afirma "Sempre fui muito tímida, fechada e reservada".
Recentemente o empresário de restauração surpreendeu a artista com o pedido de casamento, em direto. Mais tarde, foi através das redes sociais que deu eco a esta grande novidade!

## Episódios
| #  | ## | Título       | Exibição original      | Audiências (rating/share) |
| -- | -- | ------------ | ---------------------- | ------------------------- |
| 15 | 1  | "Episódio 1" | 6 de dezembro de 2020  | 6.3%/17.2%                |
| 16 | 2  | "Episódio 2" | 13 de dezembro de 2020 | 7%/18.6%                  |